# Miller Genuine Draft
Miller Genuine Draft è una birra prodotta dalla statunitense Miller Brewing Company. Il marchio appartiene al gruppo multinazionale belga Anheuser-Busch InBev.